# Alphonse II (roi de Portugal)
Pour les articles homonymes, voir Alphonse II.
Alphonse II de Portugal, surnommé «le Gros», né le 23 avril 1185 et mort le 25 mars 1223 à Coimbra, est le troisième roi de Portugal de 1211 à 1223.

## Biographie

### Jeunesse
Alphonse est né à Coimbra le 23 avril 1185. Il est le fils du roi Sanche Ier et de son épouse, Douce, infante d'Aragon. Il succède à son père le 26 mars 1211 ,.

### Règne

#### Réformes et renforcement du pouvoir royal

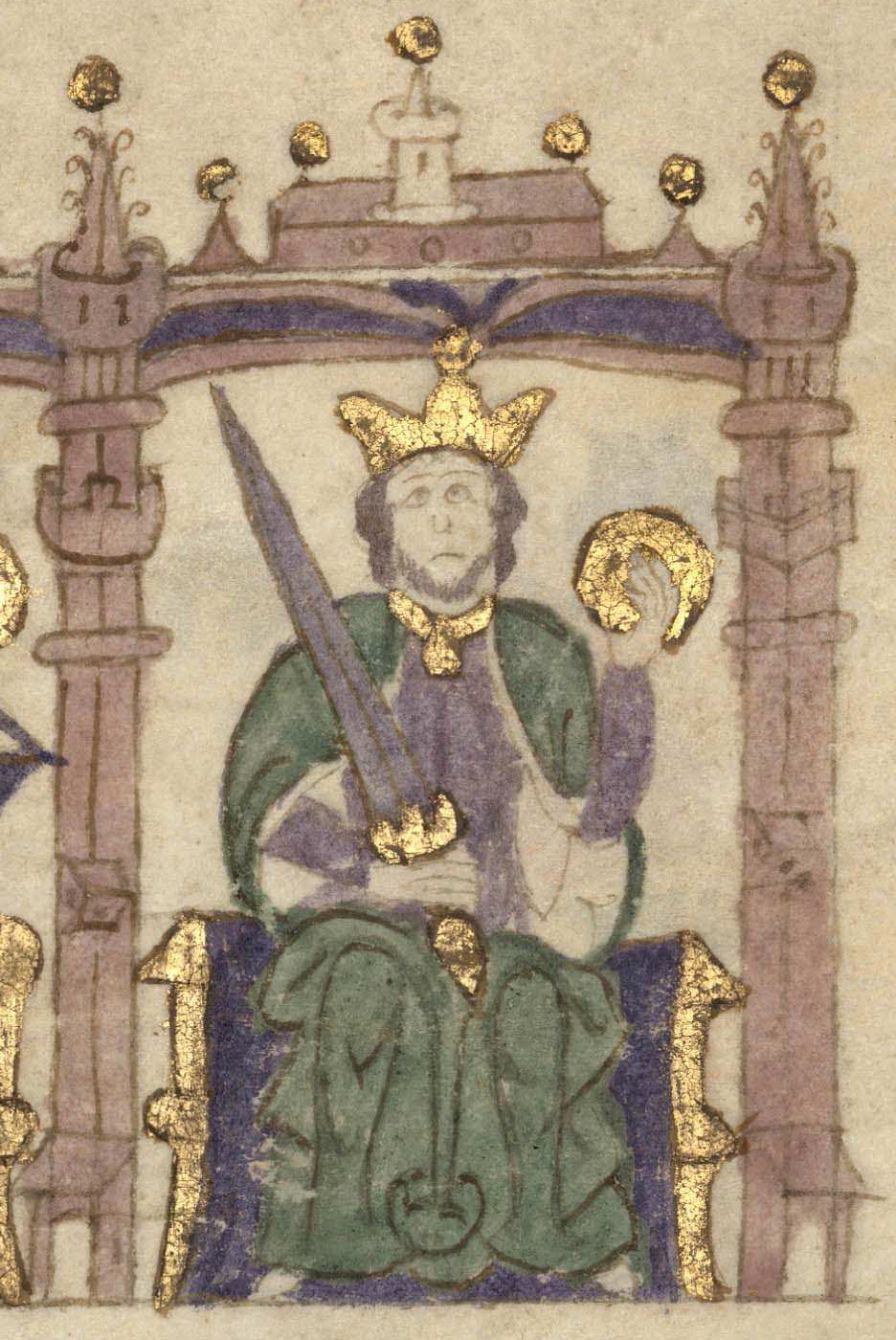
Miniature du roi Alphonse II de Portugal dans le manuscrit castillan Compendio de crónicas de reyes (...), c. 1312-1325.

Les premières années du règne d'Alphonse II (1211-1216) sont marquées par de violents conflits avec ses sœurs Mafalda, Thérèse et Sancha de Portugal (à qui son père a légué dans son testament la possession de quelques châteaux au centre du pays — Montemor-o-Velho, Seia et Alenquer —, avec leurs villes, gouvernance et revenus respectifs) .
Ce conflit est résolu grâce à l’intervention du pape Innocent III. Le roi dédommage les infantes avec beaucoup d'argent, la garnison des châteaux est confiée aux Templiers et il exerce les fonctions souveraines sur les terres disputées.
Le règne d'Alphonse II est caractérisé par un nouveau style d'administration opposé aux tendances bellicistes de ses prédécesseurs. Le roi ne conteste pas les frontières avec le Royaume de León et ne cherche pas à s'étendre vers le sud. Il préfère consolider la structure économique et sociale du pays.
Il est l'auteur d'un premier ensemble de lois qui traitent principalement de la propriété privée, du droit civil et de la frappe de la monnaie. Les Cortes se réunissent pour la première fois avec des représentants du clergé et de la noblesse, en 1211 dans la ville de Coimbra.
Lors de son règne, Alphonse II renforce le pouvoir royal avec une lutte constante contre les grands privilèges du clergé et de la noblesse qui ont été accordés par son père ainsi que son grand-père.
En 1220, le roi institue des inquirições pour vérifier la nature des biens et récupérer tout ce qui a été illégalement pris à la couronne. Des enquêtes sont menées par des fonctionnaires royaux pour déterminer le statut juridique des domaines, la base des privilèges et l'immunité des propriétaires.
Entre 1216 et 1221, les confirmações valident les dons ainsi que les privilèges accordés lors des règnes précédents, après analyse des documents justificatifs ou par faveur royale.

#### Reconquistaet conflit avec l'Église

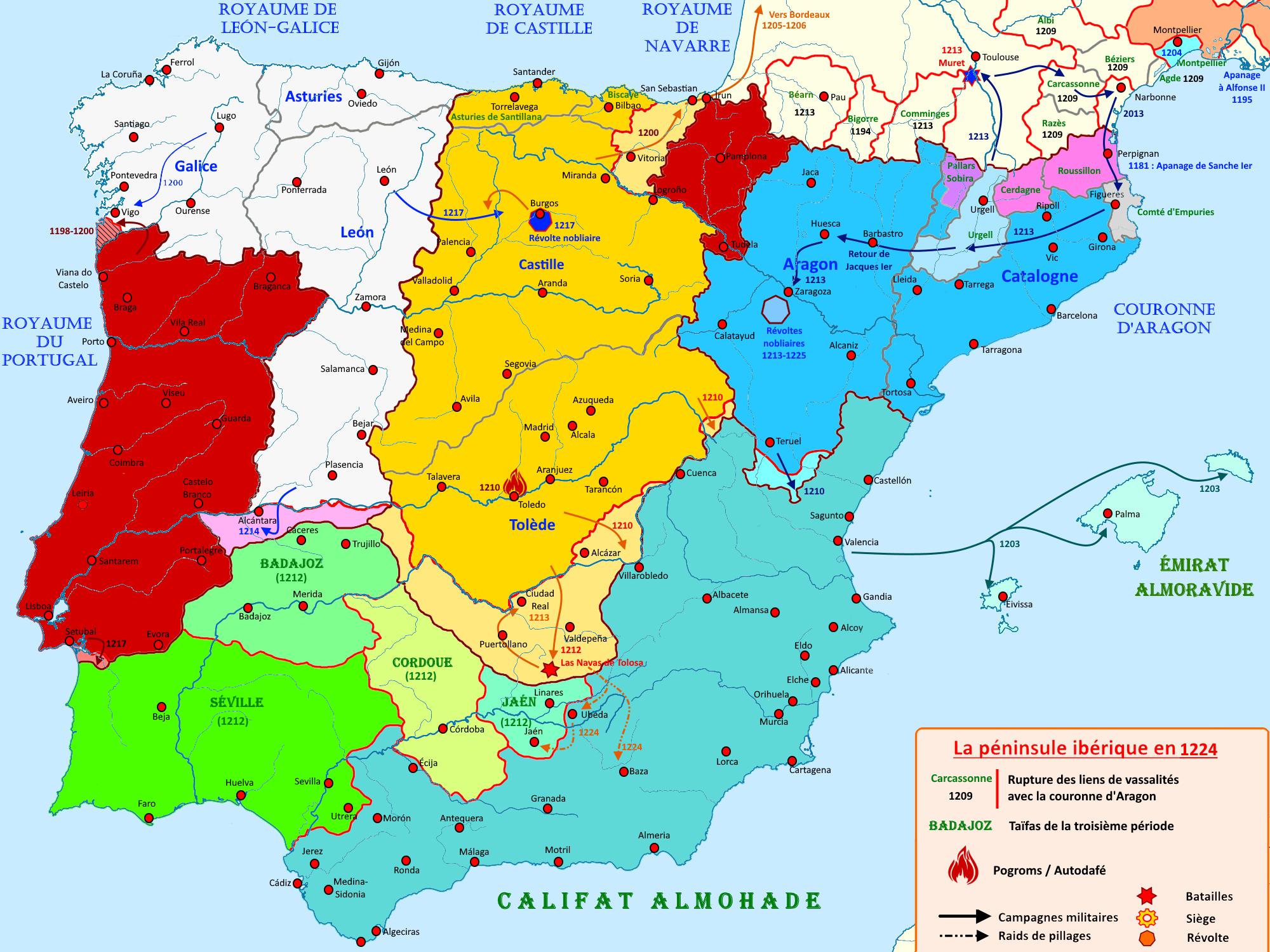
Le royaume du Portugal de 1195 à 1224.

En 1212, des soldats portugais participent, aux côtés des troupes castillanes, aragonaises et françaises, à la victorieuse bataille de Las Navas de Tolosa contre les Almohades.
Le 18 octobre 1217, à l'initiative d'un groupe de nobles, la ville d'Alcácer do Sal est reconquise sur les musulmans.
Certaines réformes d'Alphonse II concernent les relations de la couronne portugaise avec le Pape. Afin d'obtenir la reconnaissance de l'indépendance du Portugal par l'Église, Alphonse Ier Henriques a été obligé de lui accorder des privilèges. Au cours du temps, ces privilèges deviennent un poids pour le Portugal qui voit l'Église se développer comme un «État dans l'État». Une fois l'existence du Portugal bien consolidée, Alphonse II tente de miner le pouvoir ecclésiastique et d'utiliser une partie des revenus de l'Église au profit de la nation.
Ceci est le début d'un conflit diplomatique entre la papauté et le royaume. Après avoir été excommunié par le pape Honorius III , Alphonse II promet de corriger ses erreurs envers l'Église, mais meurt le 25 mars 1223 sans avoir fait de réels efforts pour infléchir sa politique. Il est enterré au Monastère d'Alcobaça ,.

## Descendance
De son union avec l'infante Urraque de Castille (1186-1220), fille d'Alphonse VIII de Castille et d'Aliénor d'Angleterre, naissent :
- Sanche II (1207-1248) [14],[15],[16] ;
- Alphonse III (1210-1279) [14],[17];
- Éléonore de Portugal (1211-1231), épouse du roi Valdemar le Jeune [18],[15];
- Ferdinand de Portugal (1218-1246), seigneur de Serpa, dit l'Infant de Serpa [19],[15];

Hors mariage, le roi a deux enfants illégitimes:
- Jean Alphonse (décédé le 9 octobre 1234), enterré au monastère d'Alcobaça [20];
- Pierre Alphonse (décédé après 1249), qui accompagne son frère, le roi Alphonse III, dans la conquête de Faro en 1249. Il a une fille illégitime nommée Constança Peres [20].

## Titre complet
Roi de Portugal par la grâce de Dieu